# Agritechnica

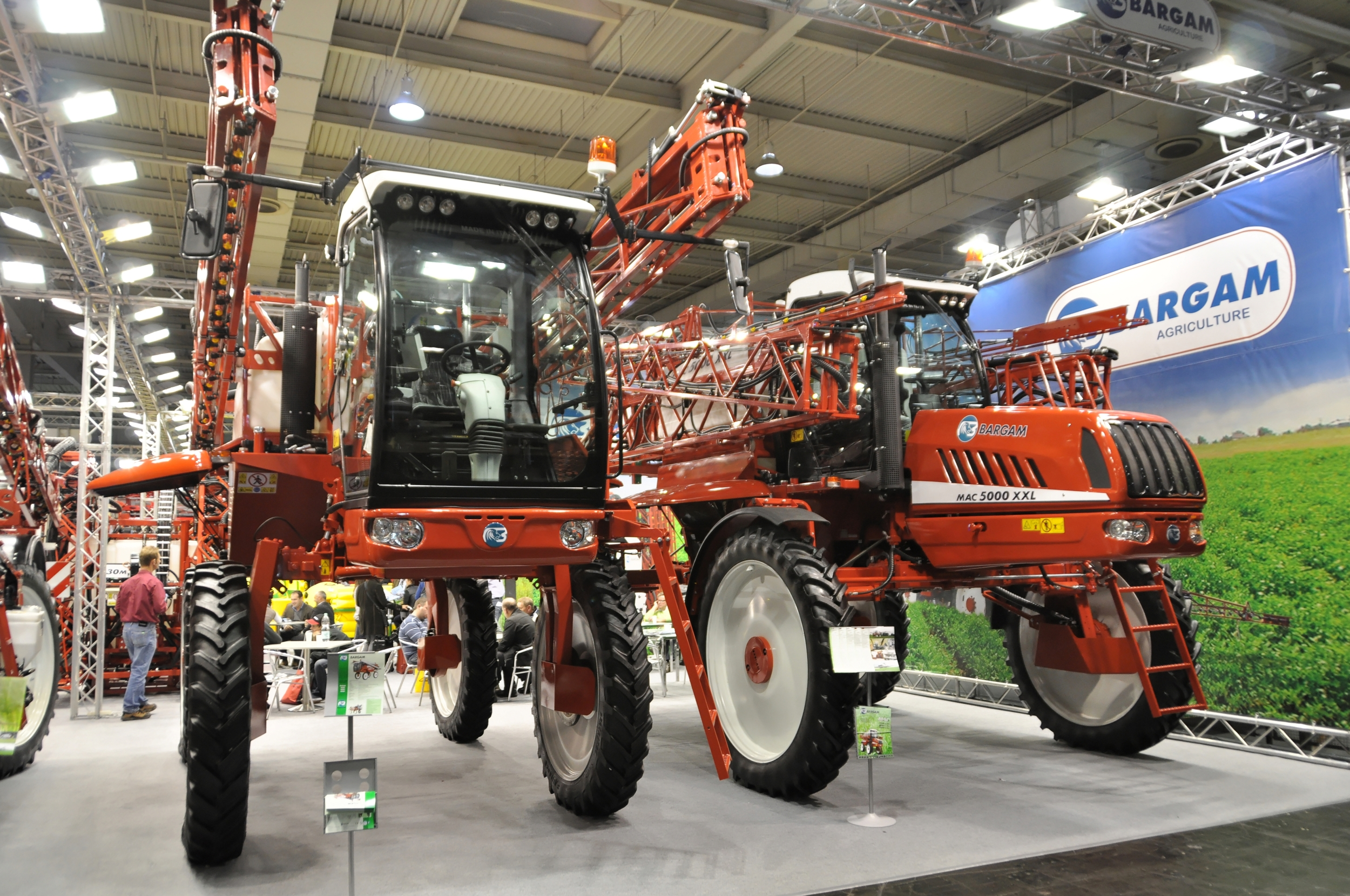
Pulvérisateurs à Agritechnica 2011.

Agritechnica est le plus grand salon européen du machinisme agricole. Il se tient à Hanovre en Allemagne. Ce salon est organisé par la Deutsche Landwirtschafts-Gesellschaft (DLG) - Société Allemande d’Agriculture — depuis 1985.